# Magyar Heraldikai és Genealógiai Társaság
A Magyar Heraldikai és Genealógiai Társaság egy tudományos társulat és társadalmi szervezet, amelynek elsődleges célja Magyarországon a heraldika és a genealógia tudományos kereteinek a biztosítása.
A Társaságot 1883-ban alapították, és a Rákosi-korszak alatt betiltották a működését. Kállay István professzor kezdeményezésére a Társaság 1983-ban újraalakult.

## Története
1883-ban a tudomány szolgálatában alakult meg a Magyar Heraldikai és Genealógiai Társaság, amelynek célja a kezdetektől a heraldika, a diplomatika, a szfragisztika, a genealógia és magyar nemesi családok történetének a kutatása volt. Címeréül a Társaság II. András király címerét választotta: „A társaság címere a II. Endre király aranybulláján előjövő nyolcpólyás magyar címer háromszögű pajzson.” A Társaság alapítói között tudósok és nemesi családok tagjai foglaltak helyet. Ugyanebben az évben létrehozták a Társaság közlönyét, Turul címmel. Ez a közlöny 1943-ig negyedévente jelent meg, és a Társaság tevékenységéről és tudományos munkájáról számolt be.
A Társaság munkája nemkívánatos tevékenységnek minősült az 1949 után létrejött sztálinista politikai rendszerben. A Turul folyóiratot a politikai vezetés összemosta az 1920-as években tevékenykedő, hasonló nevű szélsőjobboldali szervezettel. A Társaság tudományos tevékenysége pedig, amely erősen kötődött a nemesség történelmi hagyományaihoz, és a politikailag független történetíráshoz, politikailag nemkívánatos volt a Rákosi-féle sztálinista Népköztársaságban így 1950-ben a Társaságot betiltották.
1950 és 1983 között harminchárom évig semmilyen szakértő heraldikai szervezet nem adott keretet Magyarországon a címerek használatának, amelyek a Rákosi-korszakban egyébként is be voltak tiltva. A családi címerek a nemesség politikailag nemkívánatos intézményének, jelképeinek számítottak, a közösségi címerek (megyék, szabad királyi városok) címerei pedig szintén be lettek tiltva. Ezek helyett az állami és önkormányzati hivatalok, a városi és települési önkormányzatok, és általában véve, minden hivatalos közeg 1949-től az új, szocialista heraldika szabályainak megfelelő népköztársasági címert használták, amelyet 1957-ben a Kádár-címer váltott fel. A Kádár-rendszer korában már engedélyezett volt városok, megyék, települések számára a közösségi címerek használata, azonban ezek a jelképek a „szocialista heraldika” szempontjai szerint lettek elkészítve. A címerek jóváhagyásáról a Képző- és Iparművészeti Lektorátus döntött, mindenfajta tudományos szempont nélkülözésével, így sok új közösségi jelkép jött létre a heraldika szabályainak szabályainak figyelmen kívül hagyásával. Ezeknek a szocialista címereknek a visszatérő elemei a fogaskerekek, gyárak, munkások, munkások szobrai, búzakalászok, boldog földművesek, napsugarak, vörös csillag, sarló és kalapács stb.
A Magyar Heraldikai és Genealógiai Társaság 1983-as újraalakításával az 1980-as években már újra megjelent a közösségi címerek létrehozásában a tudományos szempont. A rendszerváltás után sok település tért vissza korábbi, történelmi címeréhez, míg más települések szocialista címereiket elhagyva új címereket készíttettek. Sok esetben azonban, a Magyar Heraldikai és Genealógiai Társaság bevonása nélkül, grafikusok, művészek közreműködésével, heraldikailag helytelen címerek születtek.

## Működése
A Magyar Heraldikai és Genealógiai Társaság tagságból és vezetőségből áll. A Társaság éves kongresszust szervez, és a tudományos kutatómunka legfőbb publikálási közege a Turul folyóirat, illetve, a Társaság által szervezett tudományos előadás-sorozatok.
A Társaság vezetése ma:
| Beosztás              | Betöltő neve                |
| --------------------- | --------------------------- |
| Elnök                 | Dr. Pandula Attila          |
| Alelnök               | Dr. Kollega Tarsoly István  |
| Alelnök               | Reisz T. Csaba              |
| Tiszteletbeli alelnök | Dr. Szögi László            |
| Tiszteletbeli alelnök | Nyulásziné dr. Straub Éva   |
| Főtitkár              | Dr. Kovács Eleonóra         |
| Főtitkárhelyettes     | Vitek Gábor                 |
| Titkár                | Debreczeni Droppán Béla     |
| Titkár                | Dr. Diószegi György         |
| Pénztárnok            | Dr. Péntekné Unghváry Mária |
| Számvizsgáló          | Dr. Fraknói Mária           |
| Számvizsgáló          | Görgei Tibor                |